# Raimonds Bergmanis

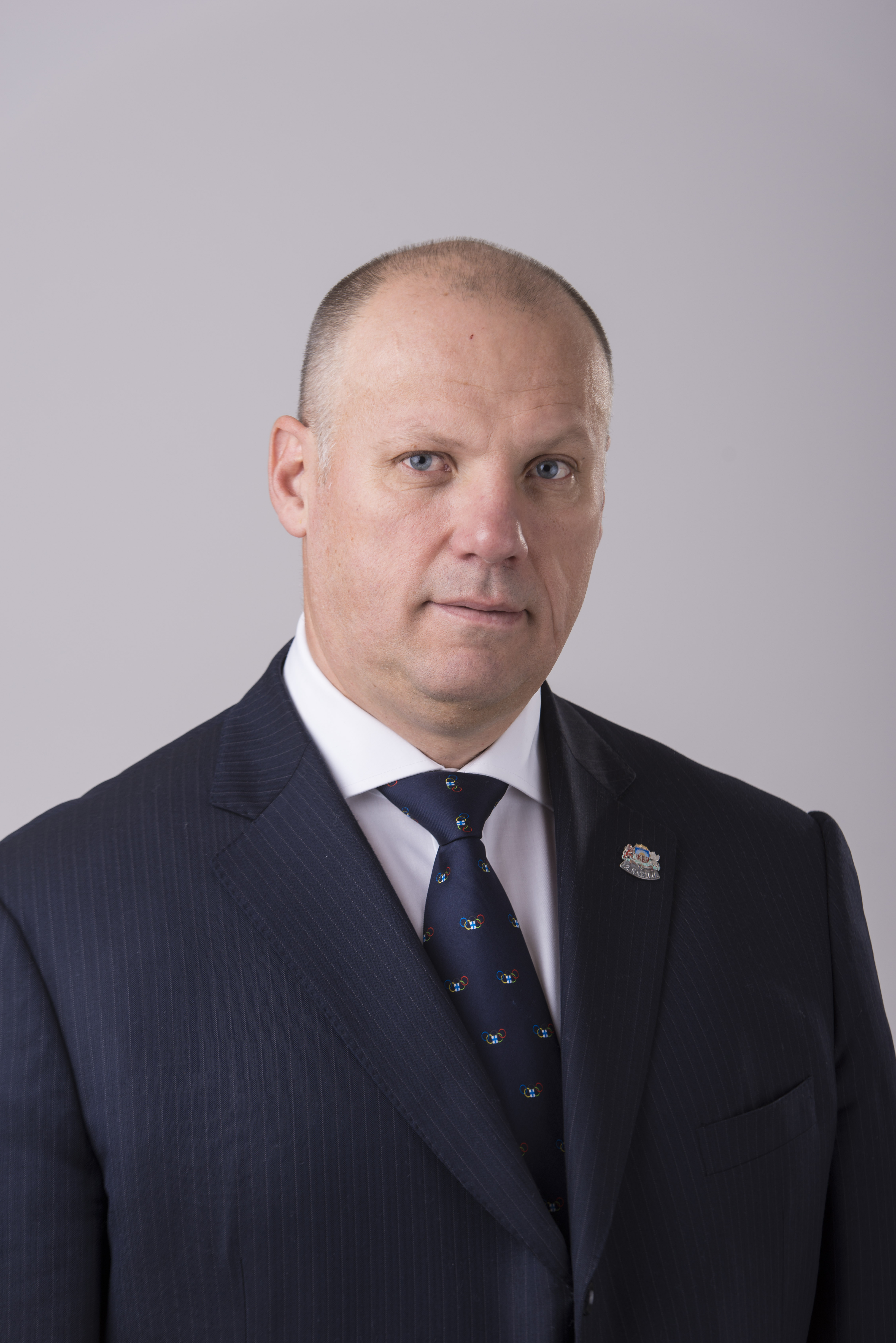
Raimonds Bergmanis (2014)

Raimonds Bergmanis (* 25. Juli 1966 in Pļaviņas) ist ein lettischer Gewichtheber und Politiker der Latvijas Zaļā partija. Vom 7. Juli 2015 bis 23. Januar 2019 war er Verteidigungsminister der Republik Lettland.

## Leben
Bergmanis studierte an der Technischen Universität Riga und war beruflich bei den Verteidigungskräften Lettlands tätig. Nach dem Ende seiner Sportlichen Profikarriere als Gewichtheber war Bergmanis in lettischen Fernsehsendern als Fernsehmoderator tätig.

### Sport
Als Gewichtheber war Bergmanis in verschiedenen sportlichen Wettbewerben erfolgreich. Bei der World Strongman Challenge wurde er 2003 Dritter. Bei der World Muscle Power Championships wurde er 1997 Erster, 1998 Zweiter und 1999 Zweiter des Wettbewerbs. Bei dem Sportwettbewerb World’s Strongest Man wurde er 1996 Siebter, 1997 Fünfter, 2002 Dritter, 2003 Fünfter und 2004 Vierter im Wettbewerb. Bei der Arnold Strongman Classic wurde er 2002 Fünfter, 2003 Dritter, 2004 Dritter und 2006 Achter. Bermanis nahm als Gewichtheber an den Olympischen Sommerspielen in den Jahren 1992, 1996 und 2000 teil. Im März 2013 wurde er zum Vizepräsidenten des Lettischen Olympischen Komitees gewählt.

### Politik
Im Kabinett Straujuma II war er als Nachfolger von Raimonds Vējonis seit dem 7. Juli 2015 Verteidigungsminister. Bei der Regierungsumbildung im Februar 2016 behielt er diesen Posten auch im Kabinett Kučinskis.
Nachdem er selber bei der Parlamentswahl in Lettland 2018 ein Mandat erringen konnte, seine Partei aber nicht mehr an der Regierung beteiligt wurde, blieb er als Abgeordneter im Parlament.